# Folkeafstemningen i Sopron
Folkeafstemningen i Sopron fandt sted den 14.-16. december 1921. I denne folkeafstemning stemte beboerne i et område på 257 km2, der bestod af Sopron og otte omkringliggende bosættelser, om de skulle forblive i Ungarn eller tilslutte sig Østrig. Det var den eneste folkeafstemning om det tidligere Kongeriget Ungarns omstridte grænser, som blev tilladt af Ententen efter første verdenskrig.

## Deltagende områder
Følgende bosættelser deltog i folkeafstemningen. De ungarske navne er angivet med deres tyske navne i parentes:
- Ágfalva (Agendorf)
- Balf (Wolfs)
- Fertőboz (Holling)
- Fertőrákos (Kroisbach)
- Harka (Harkau)
- Kópháza (Kohlnhof)
- Nagycenk (Zinkendorf)
- Sopron (Ödenburg)
- Sopronbánfalva (Wandorf)

## Resultater
26.879 mennesker var stemmeberettigede ved folkeafstemningen. 24.063 af dem stemte. 15.534 stemte på Ungarn, mens 8.227 stemte på Østrig. 502 stemmesedler var ugyldige.
I hovedbyen Sopron havde 18.904 indbyggere ret til at stemme i folkeafstemningen. På tidspunktet for folkeundersøgelsen havde Sopron 37.509 beboere. Her stemte et stort flertal (72,7%) på Ungarn med en valgdeltagelse på 89,2%. Men i de 8 landsbyer var støtten til Østrig større, med 5 landsbyer, der stemte på Østrig. Kun Nagycenk, Fertőboz og Kópháza stemte på Ungarn.
| Område                  | Stemmeberettigede vælgere | Stemmer i alt | Ugyldige | For Østrig | %    | For Ungarn | %    |
| ----------------------- | ------------------------- | ------------- | -------- | ---------- | ---- | ---------- | ---- |
| Sopron / Brennbergbánya | 18.994                    | 17,298        | 351      | 4.620      | 27,2 | 12.327     | 72,8 |
| Ágfalva                 | 1.148                     | 848           | 18       | 682        | 82,2 | 148        | 17,8 |
| Harka                   | 668                       | 581           | 9        | 517        | 90,4 | 55         | 9,6  |
| Fertőboz                | 349                       | 342           | 11       | 74         | 22,3 | 257        | 77,7 |
| Kópháza                 | 948                       | 813           | 30       | 243        | 30,0 | 550        | 70,0 |
| Fertőrákos              | 1.525                     | 1.370         | 33       | 812        | 60,7 | 525        | 39,3 |
| Sopronbánfalva          | 1.538                     | 1.177         | 35       | 925        | 81,0 | 217        | 19,0 |
| Balf                    | 668                       | 595           | 17       | 349        | 60,4 | 229        | 39,6 |
| Nagycenk                | 1.041                     | 1.039         | 8        | 5          | 0,5  | 1.026      | 99,5 |
| I alt                   | 26,879                    | 24,063        | 512      | 8.227      | 34,9 | 15,334     | 65,1 |